# Glaslough
Glaslough (en irlandais, Glasloch, lac vert) est un village et un townland au nord du  comté de Monaghan, en Irlande.

## Situation
Le village se trouve sur la route R185, à 3 km au sud de la frontière avec l'Irlande du Nord et à 10 km au nord-est de Monaghan town.

## Environnement
Glaslough a remporté l'Irish Tidy Towns Competition en 1978.

## Tourisme

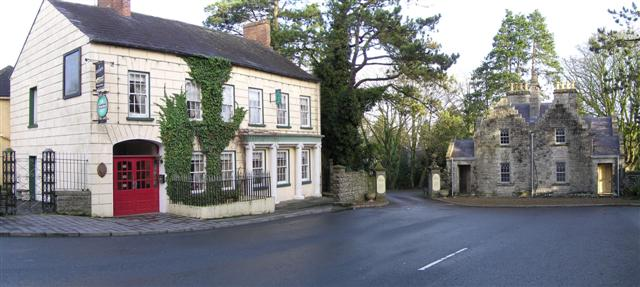
Sortie nord-est du village.

Castle Leslie, château, hôtel de luxe, est construit sur 40 hectares à la périphérie du village. Il est propriété d'une branche irlandaise du clan Leslie.
Les lodges du village appartiennent au château Leslie et peuvent être loués par les vacanciers. Une aire de jeux et un court de tennis sont situés sur le green principal de la localité.

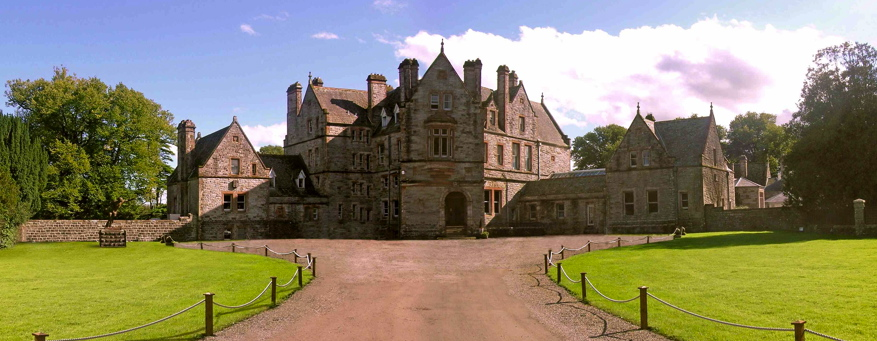
Castle Leslie.

## Personnalités locales
- John McKenna, premier directeur puis président du Liverpool FC
- Charlene McKenna, actrice irlandaise
- Clan Leslie
- Charles Leslie (1650-1722), de l'Église d'Irlande, devenu prêtre jacobite, contribua à faire connaître le Massacre de Glencoe de 1692, né à Glaslough.

## Chemins de fer
Le village était auparavant desservi par la gare de Glaslough qui appartenanait à Ulster Railway. 
La gare a été mise en service le 25 mai 1858.
En 1876, Ulster Railway fusionne avec Irish North Western Railway (INW) et Northern Railway of Ireland pour former Great Northern Railway (GNR).
La partition de l'Irlande en 1922 a transformé la frontière avec le comté d'Armagh en une frontière internationale, les trains sont alors généralement retardés à cause des inspections des douanes. 
En 1957, le gouvernement d'Irlande du Nord oblige le conseil d'administration de GNR à fermer la ligne de démarcation entre Portadown et la frontière. Les services passagers entre la frontière et Clones sont alors supprimés.
L'Irish Transport System (CIÉ) reprend  le dernier tronçon de ligne entre Clones, Monaghan et Glaslough en 1958, mais cesse ses activités de transport de marchandises entre Monaghan et Glaslough en 1959, puis entre Clones et Monaghan en 1960, laissant le comté de Monaghan sans service ferroviaire.